# 新郷村 (埼玉県北埼玉郡)
新郷村（しんごうむら）は埼玉県の北東部、北埼玉郡に属していた村。

## 地理
- 河川 - 利根川、会の川

## 歴史
- 1889年（明治22年）4月1日 町村制施行により、上新郷、下新郷、下新田が合併し北埼玉郡新郷村が成立する。
- 1954年（昭和29年）9月1日 羽生町、須影村、岩瀬村、川俣村、井泉村、手子林村と合併し羽生市となる。